# Cantó de Lusignan
El cantó de Lusignan és un cantó francès del departament de la Viena, situat al districte de Poitiers. Té 9 municipis i el cap és Lusignan.

## Municipis
- Celle-Lévescault
- Cloué
- Coulombiers
- Curzay-sur-Vonne
- Jazeneuil
- Lusignan
- Rouillé
- Saint-Sauvant
- Sanxay

## Història
| Data d'elecció                           | Identitat            | Partit                                  | Qualitat |
| ---------------------------------------- | -------------------- | --------------------------------------- | -------- |
| 1945-1958                                | Edmond Quintard      | Rad.                                    |          |
| 1958-1985                                | Jean-Michel Quintard | RGR, després MRG, després divers gauche |          |
| 1985-2004                                | Lionel Huguet        | UDF-DL                                  |          |
| 2004-                                    | René Gibault         | PS                                      |          |
| les dades anteriors no són pas conegudes |                      |                                         |          |
|                                          |                      |                                         |          |

## Demografia
| A partir de 1990: Població sense dobles comptes |